# Synotis chingiana
Synotis chingiana là một loài thực vật có hoa trong họ Cúc. Loài này được C. Jeffrey & Y.L. Chen miêu tả khoa học đầu tiên năm 1984.